# Ascensidonio Spacca

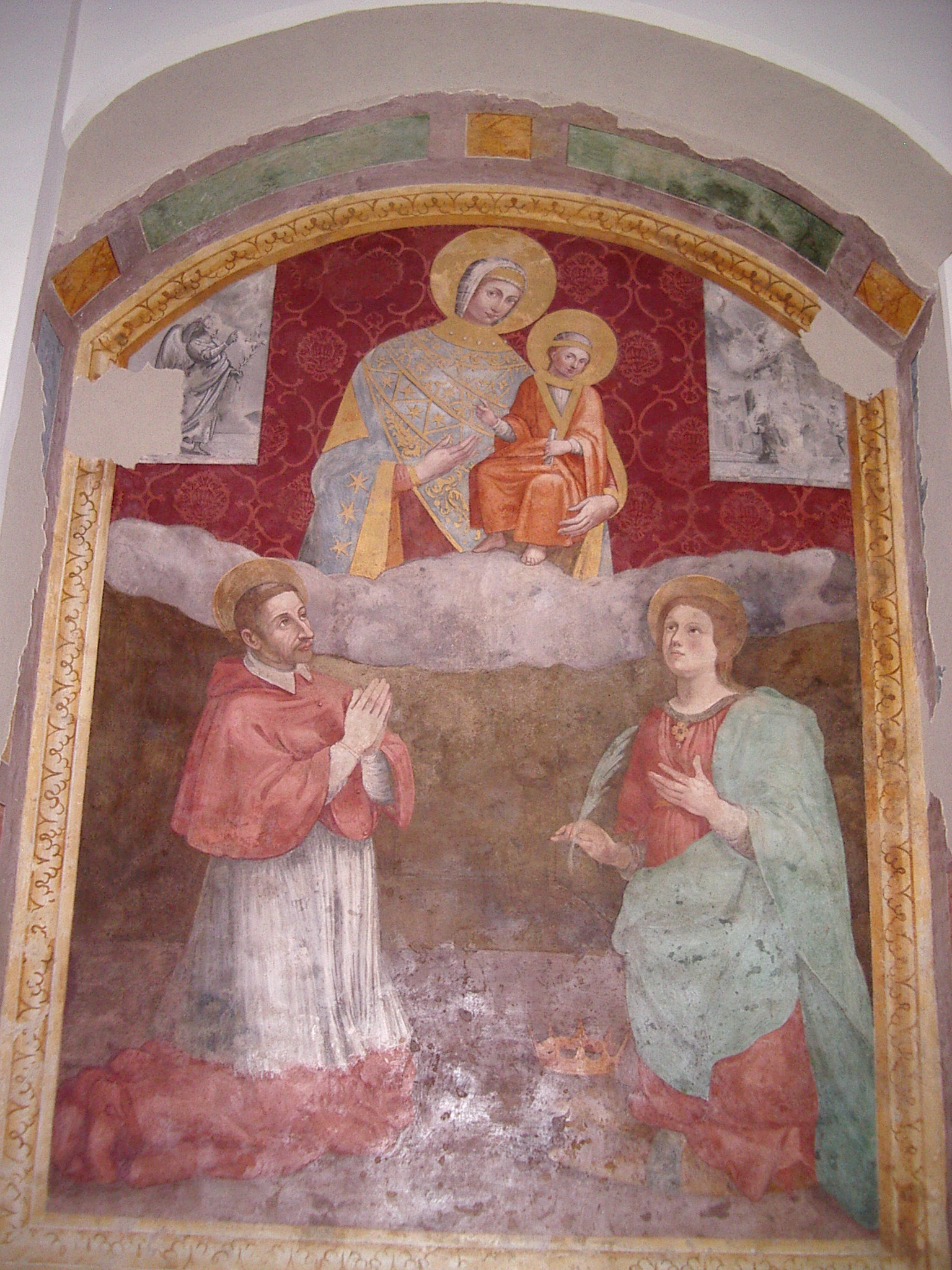
Madonna di Costantinopoli (Bevagna)

Ascensidonio Spacca detto Il Fantino (Bevagna, 1557 – 1646) è stato un pittore italiano.

## Biografia
Come seguace di Dono Doni, fu operante nel suo paese natale, oltre a prestare la sua opera nelle piccole città limitrofe come Montefalco, Trevi, Bettona, Spello, Gualdo Cattaneo.
Le sue opere possono essere definite di tardo manierismo, con chiari caratteri devozionali che nella realtà riflettevano i dettami della propaganda religiosa del dopo concilio di Trento. Tra le più note possiamo citare senz'altro la Pietà del 1596, opera esposta a Bevagna, il Processo del Beato Andrea di Spello del 1630 e gli affreschi presenti nel chiostro del convento di San Martino in Trevi.
Era chiamato "Il Fantino" per la sua bassa ed esile statura (dal latino infans, cioè "bambino").

## Opere
- "Madonna di Costantinopoli", Bevagna, Museo Civico.
- "La Madonna del Rosario e Santi", Spello, Pinacoteca Civica.
- "Ultima Cena", Gualdo Cattaneo, Chiesa dei Santi Antonio e Antonino.
- Affreschi nel chiostro (in particolare, lunette e medaglioni), Trevi, Convento di San Martino.
- Cassa funebre del Beato Giacomo Bianconi di Bevagna, Museo Civico di Bevagna.